# (3345) Tarkovskij
(3345) Tarkovskij est un astéroïde de la ceinture principale.

## Description
(3345) Tarkovskij est un astéroïde de la ceinture principale. Il fut découvert le 23 décembre 1982 à Naoutchnyï par Lioudmila Karatchkina. Il présente une orbite caractérisée par un demi-grand axe de 2,47 UA, une excentricité de 0,19 et une inclinaison de 15,9° par rapport à l'écliptique.

## Compléments